# 넷기어
넷기어(Netgear Inc.)는 미국 캘리포니아주 산호세에 본사를 둔 글로벌 컴퓨터 네트워킹 회사로 약 22개국에 공식법인이 있다. 일반 소비자, 기업 및 서비스 제공 업체를 위한 네트워킹 하드웨어를 제조하고 있으며, 유무선공유기, 보안카메라 등의 리테일 제품과, 스위치 스토리지 분야의 중소기업 및 서비스 제공업체의 제품을 생산하고 있다.
넷기어의 제품은 신뢰성과 사용 편의성에 중점을 두고 있으며, 무선 (WiFi 및 LTE), 이더넷 및 전력선과 같이 널리 사용되는 다양한 기술을 포괄한다. 이 제품에는 광대역 액세스 및 네트워크 연결을 위한 유선 및 무선 장치가 포함되어 있으며 회사의 제품이 판매되는 각 지역 및 부문의 최종 사용자의 요구를 해결하기 위해 여러 구성으로 사용할 수 있다.

## 제품군
넷기어의 대표적인 제품군은 다음과 같다.
- WiFi 공유기(홈 라우터)[2]
- 오르비 메시 WiFi 제품
- Meural 디지털 캔버스
- 무선 액세스 포인트
- Pro AV & IT 스위치
- 네트워크 결합 스토리지
- 네트워크 스위치